# Weiz
Weiz – miasto powiatowe w Austrii, w kraju związkowym Styria, siedziba powiatu Weiz. Według Austriackiego Urzędu Statystycznego liczyło 11756 mieszkańców (1 stycznia 2021).

## Współpraca
Miejscowości partnerskie:
- Ajka, Węgry
- Grodzisk Mazowiecki, Polska
- Offenburg, Niemcy